# فیلم‌شناسی مریل استریپ

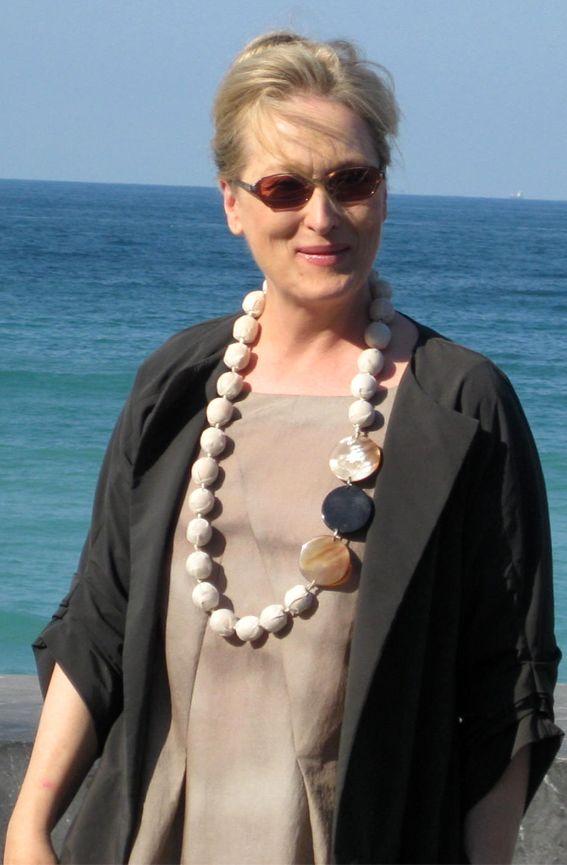
استریپ در ۲۰۰۸

مریل استریپ بازیگر آمریکایی است. او در آثار مختلف سینما، تلویزیون و تئاتر حضور داشته است.

## فیلم‌شناسی

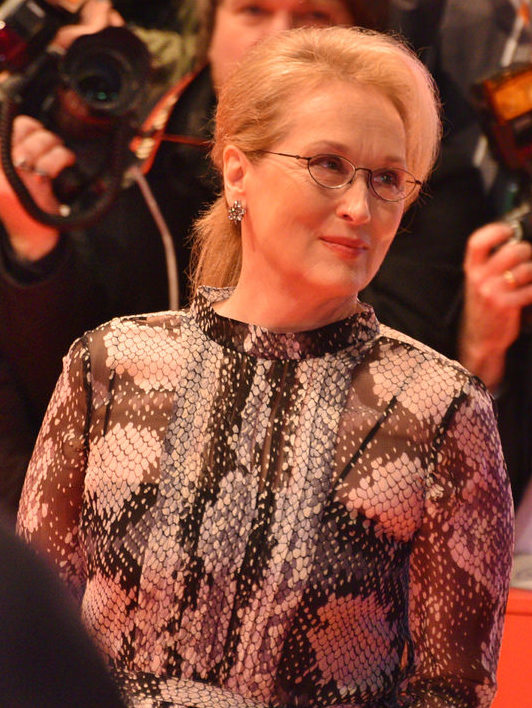
مریل استریپ جشنواره بین‌المللی فیلم برلین ۲۰۱۶

### سینما
| سال  | نام فیلم                                                              | نقش                      | توضیحات                                           |
| ---- | --------------------------------------------------------------------- | ------------------------ | ------------------------------------------------- |
| ۲۰۲۱ | بالا را نگاه نکن                                                      | رئیس‌جمهور جینی اورلئان   |                                                   |
| ۲۰۲۰ | جشن رقص پایان سال                                                     | دی دی آلن                |                                                   |
| ۲۰۱۹ | زنان کوچک                                                             | خاله مارس                |                                                   |
| ۲۰۱۹ | رختشویگاه                                                             | الن مارتین / النا / خودش |                                                   |
| ۲۰۱۸ | بازگشت مری پاپینز                                                     | تاپسی                    |                                                   |
| ۲۰۱۸ | این همه‌چیز را تغییر می‌دهد                                             | خودش                     | فیلم مستند                                        |
| ۲۰۱۸ | ماما میا! دوباره شروع کنیم                                            | دونا شریدان              |                                                   |
| ۲۰۱۷ | پست                                                                   | کاترین گراهام            |                                                   |
| ۲۰۱۶ | فلورانس فاستر جنکینز                                                  | فلورانس فاستر جنکینز     |                                                   |
| ۲۰۱۵ | فریاد بزن گلدی گلدی                                                   | راوی                     |                                                   |
| ۲۰۱۵ | ریکی و فلش                                                            | ریکی رنداززو             |                                                   |
| ۲۰۱۵ | حق رای                                                                | املین پنکهرست            |                                                   |
| ۲۰۱۴ | به سوی جنگل                                                           | ساحره                    | جوایز اسکار-نامزد جایزه بهترین بازیگر نقش مکمل زن |
| ۲۰۱۴ | مرد خانه                                                              | آلتا کارتر               |                                                   |
| ۲۰۱۴ | بخشنده                                                                | رئیس ارشد                |                                                   |
| ۲۰۱۳ | آگوست: اوسیج کانتی                                                    | ویولت وستون              | جوایز اسکار-نامزد جایزه بهترین بازیگر نقش اول زن  |
| ۲۰۱۲ | امید می‌روید                                                           | کی سوافر                 |                                                   |
| ۲۰۱۱ | بانوی آهنین                                                           | مارگارت تاچر             | جوایز اسکار-برنده جایزه بهترین بازیگر نقش اول زن  |
| ۲۰۱۰ | همه چی پخش و پلا! یا باید چیزهای بیشتری در مورد زندگی وجود داشته باشد | جنی                      | صداپیشه                                           |
| ۲۰۰۹ | پیچیده‌است                                                             | جین آدلر                 |                                                   |
| ۲۰۰۹ | آقای فاکس شگفت‌انگیز                                                   | خانم فاکس                | صداپیشه                                           |
| ۲۰۰۹ | جولی و جولیا                                                          | فرزند جولیا              | جوایز اسکار-نامزد جایزه بهترین بازیگر نقش اول زن  |
| ۲۰۰۸ | تردید                                                                 | خواهر آلوسیوس بوویر      | جوایز اسکار-نامزد جایزه بهترین بازیگر نقش اول زن  |
| ۲۰۰۸ | ماما میا!                                                             | دونا شریدن               |                                                   |
| ۲۰۰۷ | شیرها برای بره‌ها                                                      | جنین راث                 |                                                   |
| ۲۰۰۷ | استرداد                                                               | کارین ویتمن              |                                                   |
| ۲۰۰۷ | غروب                                                                  | لیلا ویتنبورن راس        |                                                   |
| ۲۰۰۷ | ماده تاریک                                                            | جوآنا سیلور              |                                                   |
| ۲۰۰۶ | مورچه‌کش                                                               | مورچه ملکه               | صداپیشه                                           |
| ۲۰۰۶ | شیطان پرادا می‌پوشد                                                    | میراندا پریستلی          | جوایز اسکار-نامزد جایزه بهترین بازیگر نقش اول زن  |
| ۲۰۰۶ | موسیقی حسرت                                                           | زن                       | فیلم کوتاه                                        |
| ۲۰۰۶ | همراهان خانه‌ای در علف‌زار                                              | یلاندا جانسون            |                                                   |
| ۲۰۰۵ | بهترین                                                                | لیزا متزگر               |                                                   |
| ۲۰۰۴ | سرگذشت ناگوار، داستان‌های لمونی اسنیکت                                 | خاله جوزفین              |                                                   |
| ۲۰۰۴ | کاندیدای منچوری                                                       | الینور شاو               |                                                   |
| ۲۰۰۳ | وابسته به تو                                                          | خودش                     |                                                   |
| ۲۰۰۲ | ساعت‌ها                                                                | کلاریسا وهان             |                                                   |
| ۲۰۰۲ | اقتباس                                                                | سوزان اورلئان            | جوایز اسکار-نامزد جایزه بهترین بازیگر نقش مکمل زن |
| ۲۰۰۱ | هوش مصنوعی                                                            | بلو فری                  | صداپیشه                                           |
| ۱۹۹۹ | موسیقی قلب                                                            | روبرتا گاسپری            | جوایز اسکار-نامزد جایزه بهترین بازیگر نقش اول زن  |
| ۱۹۹۸ | یک چیز واقعی                                                          | کیت گالدن                | جوایز اسکار-نامزد جایزه بهترین بازیگر نقش اول زن  |
| ۱۹۹۸ | رقص در لاگناسا                                                        | کیت «کیت» ماندی          |                                                   |
| ۱۹۹۶ | اتاق ماروین                                                           | لی                       |                                                   |
| ۱۹۹۶ | قبل و بعد                                                             | دکتر کارولین ریان        |                                                   |
| ۱۹۹۵ | پل‌های مدیسون کانتی                                                    | فرانسسکا جانسون          | جوایز اسکار-نامزد جایزه بهترین بازیگر نقش اول زن  |
| ۱۹۹۴ | رود وحشی                                                              | گیل هارتمن               |                                                   |
| ۱۹۹۳ | خانه اشباح                                                            | کلارا دل وله تروبا       |                                                   |
| ۱۹۹۲ | مرگ درخور اوست                                                        | مرلین اشتون              |                                                   |
| ۱۹۹۱ | ۷ ساله‌ها در آمریکا                                                    | راوی                     |                                                   |
| ۱۹۹۱ | از زندگیت دفاع کن                                                     | جولیا                    |                                                   |
| ۱۹۹۰ | کارت‌پستال‌هایی از لبه پرتگاه                                           | سوزان واله               | جوایز اسکار-نامزد جایزه بهترین بازیگر نقش اول زن  |
| ۱۹۸۹ | او-شیطان                                                              | مری فیشر                 |                                                   |
| ۱۹۸۸ | فریادی در تاریکی                                                      | لندی چمبرلین             | جوایز اسکار-نامزد جایزه بهترین بازیگر نقش اول زن  |
| ۱۹۸۷ | آیرن‌وید                                                               | هلن آرچر                 | جوایز اسکار-نامزد جایزه بهترین بازیگر نقش اول زن  |
| ۱۹۸۶ | دل‌سوختگی                                                              | ریچل سامستات             |                                                   |
| ۱۹۸۵ | خارج از آفریقا                                                        | کارن بلیکسن              | جوایز اسکار-نامزد جایزه بهترین بازیگر نقش اول زن  |
| ۱۹۸۵ | فراوانی                                                               | سوزان تراهرن             |                                                   |
| ۱۹۸۴ | عاشق شدن                                                              | ملی گیلمور               |                                                   |
| ۱۹۸۳ | سیلک‌وود                                                               | کارن سیلکوود             | جوایز اسکار-نامزد جایزه بهترین بازیگر نقش اول زن  |
| ۱۹۸۲ | انتخاب سوفی                                                           | سوفی زاویستوسکی          | جوایز اسکار-برنده جایزه بهترین بازیگر نقش اول زن  |
| ۱۹۸۲ | سکوت شب                                                               | بروک رینولدز             |                                                   |
| ۱۹۸۱ | زن ستوان فرانسوی                                                      | سارا/آنا                 | جوایز اسکار-نامزد جایزه بهترین بازیگر نقش اول زن  |
| ۱۹۷۹ | کریمر علیه کریمر                                                      | جوآنا کرامر              | جوایز اسکار-برنده جایزه بهترین بازیگر نقش مکمل زن |
| ۱۹۷۹ | اغوای جو تاینن                                                        | کارن ترینور              |                                                   |
| ۱۹۷۹ | منهتن                                                                 | جیل                      |                                                   |
| ۱۹۷۸ | شکارچی گوزن                                                           | لیندا                    | جوایز اسکار-نامزد جایزه بهترین بازیگر نقش مکمل زن |
| ۱۹۷۷ | جولیا                                                                 | آن ماری                  |                                                   |

### تلویزیون
| سال تولید | نام سریال                            | نقش                                                      | توضیحات                   |
| --------- | ------------------------------------ | -------------------------------------------------------- | ------------------------- |
| ۱۹۷۷      | مرگبارترین فصل                       | شارون میلر                                               | تله‌فیلم                   |
| ۱۹۷۸      | هولوکاست                             | اینگا                                                    | ۴ قسمت                    |
| ۱۹۷۹      | زنان استثنایی و دیگران               | لیلا                                                     |                           |
| ۱۹۹۰      | ویژه روز زمین                        | شهروند نگران                                             | ویژه تلویزیون             |
| ۱۹۹۴      | سیمپسون‌ها                            | جسیکا لاو جوی                                            | قسمت «دوست دخترِ بارت»     |
| ۱۹۹۷      | ...اول، آسیب نرسان                   | لُری                                                      | تله‌فیلم                   |
| ۱۹۹۹      | پادشاه تپه                           | خاله اسما داترویو (صدا)                                  | قسمت: «آبجویی به نام هوس» |
| ۲۰۰۳      | فرشتگان در آمریکا                    | هانا پیت / اتل روزنبرگ / خاخام / فرشته استرالیا          | ۶ قسمت                    |
| ۲۰۰۳      | آزادی: تاریخی از ما                  | ابیگیل آدامز / مری ایستی / مادر جونز / مارگارت چیس اسمیت | مستند سریالی(۴ قسمت)      |
| ۲۰۱۰–۲۰۱۲ | وب‌درمانی                             | کاملی بوونر                                              | ۵ قسمت                    |
| ۲۰۱۳      | سازندگان: زنانی که آمریکا را می‌سازند | راوی                                                     | مستند؛ ۳ قسمت             |
| ۲۰۱۹      | دروغ‌های کوچک بزرگ                    | مری لوئیز رایت                                           | ۷ قسمت                    |

## تئاتر
| سال     | تولید                                    | نقش                  | تئاتر                                   |
| ------- | ---------------------------------------- | -------------------- | --------------------------------------- |
| ۱۹۷۵    | ترلاوی از «ولز»                          | خانم ایموژن پاروت    | تئاتر ویویان بومونت                     |
| ۱۹۷۶    | خاطره ای از دو دوشنبه ۲۷ واگن پر از پنبه | پاتریشیا فلورا میگان | تئاتر پلی‌هاوس                           |
| ۱۹۷۶    | خدمات سری                                | ادیت وارنی           | تئاتر پلی‌هاوس                           |
| ۱۹۷۶    | هنری پنجم                                | کاترین               | تئاتر دلاکورت                           |
| ۱۹۷۶    | قیاس برای قیاس                           | ایزابلا              | تئاتر دلاکورت                           |
| ۱۹۷۷    | باغ آلبالو                               | دونیاشا              | تئاتر ویویان بومونت                     |
| ۱۹۷۷    | پایان خوش                                | ستوان لیلیان هالیدی  | تئاتر ال هیرشفلد                        |
| ۱۹۷۸    | رام کردن زن سرکش                         | کاترینا              | تئاتر دلاکورت                           |
| ۱۹۷۹    | گرفته شده در ازدواج                      | آندره                | پابلیک تییتر و تئاتر نیومن              |
| ۱۹۸۰–۸۱ | کنسرت آلیس                               | آلیس                 | پابلیک تییتر و تئاتر انسپچر             |
| ۲۰۰۱    | مرغ دریایی                               | آرکادینا             | تئاتر دلاکورت                           |
| ۲۰۰۴    | پل و تونل                                | تهیه کننده           | تئاترهای در ۴۵ بلکر و تئاتر خیابان بلکر |
| ۲۰۰۶    | ننه دلاور و فرزندان او                   | ننه دلاور            | تئاتر دلاکورت                           |